# 1957 aux États-Unis
Pour des articles plus généraux, voir Chronologie des États-Unis et 1957.
Chronologie des États-Unis
- 1953
- 1954
- 1955
- 1956
- 1957
- 1958
- 1959
- 1960
- 1961

Cette page concerne des événements d'actualité qui se sont produits durant l'année 1957 du calendrier grégorien aux États-Unis.

## Gouvernement
- Président : Eisenhower
- Vice-président :
- Secrétaire d'État :
- Chambre des représentants - Président

## Événements
- 5 janvier : doctrine Eisenhower. Le président Eisenhower demande au congrès des pouvoirs spéciaux pour lutter contre la menace communiste au Proche-Orient.
- 9 janvier : fondation par Martin Luther King de la Southern Christian Leadership Conference (SCLC).
- 13 janvier : la société américaine Wham-O met au point le frisbee.
- 16 janvier : opération Power Flite.
- 27 mars : 29e cérémonie des Oscars.
- Avril : voyage de Richard Nixon en Afrique, qui inaugure la politique africaine des États-Unis, fondée sur la préférence ostensible accordée aux dirigeants de l’Afrique anglophone.
- 1er juillet : 4,2 % de la population active est au chômage.
- 28 mai -7 octobre : opération Plumbbob, série d'essais nucléaires au site d'essais du Nevada.
- 30 juin : Reorganization Plan. Suppression de l'agence Reconstruction Finance Corporation chargée des prêts aux banques et aux secteurs industriels en difficulté pendant la Grande Dépression (1929-1940).
- 1er août : création du Commandement de la défense aérospatiale de l'Amérique du Nord.
- 2 septembre : Price-Anderson Nuclear Industries Indemnity Act.
- 9 septembre : vote du Civil Rights Act par le Congrès, sous l’impulsion du président Eisenhower. La loi sur les droits civiques, la première depuis celle de 1875, met en place une législation fédérale favorable aux droits civiques des minorités aux États-Unis. Les procureurs fédéraux sont autorisés à inculper quiconque chercherait à empêcher un citoyen de voter. La loi crée également une commission 6 membres, chargé sur 2 ans de faire de propositions pour garantir l’égalité des droits civiques et de répertorier les manquements constatés. Mais les sanctions prévues par le texte sont fortement réduites par le Congrès sous l’influence des Démocrates du Sud. Ainsi, faute de pouvoir condamner les irrégularités constatées, l’application de la loi restera lettre morte dans les États du Sud.
- 24 septembre : la foule expulse d’une école publique de Little Rock (Arkansas) neuf enfants noirs. Eisenhower doit envoyer mille parachutistes sur place pour faire respecter la loi.
- 4 octobre : lancement du Spoutnik par l’URSS. La supériorité militaire des États-Unis est contestée.
- 14 novembre : réunion d'Apalachin, tenue par la mafia américaine.

## Économie et société
- Ralentissement de l’investissement privé. Reprise de l’inflation (4,1 %).
- 3,9 % d'inflation
- Légère récession
- Contraction du PIB de 0,1 %